# IXe siècle en architecture
VIIIe siècle en architecture - IXe siècle - Xe siècle en architecture
Cet article concerne les événements concernant l'architecture qui se sont déroulés durant le IXe siècle :

## Événements
- 750-980 : développement de l'architecture carolingienne dans l’Europe franque[1].

- 794 : construction au Japon par l'empereur Kanmu de la nouvelle capitale Heian-kyo selon un plan en damier et du palais impérial, le Palais Heian au nord de la ville[2]. Début de l'époque de Heian (794-1185), caractérisée en architecture par de grandes constructions religieuses , temples bouddhiques ou sanctuaires shintô. A l'exception du Tō-ji et du Sai-ji construit à Heian-kyō dès 796, les sanctuaires bouddhiques sont dispensés dans les collines environnantes, sur les pentes du mont Hiei ou dans la plaine au sud[3].
- 805 : la chapelle palatine d'Aix-la-Chapelle construite pour Charlemagne par Odon de Metz, est achevée (dédicace le 6 janvier 805)[4].
- 3 janvier 806 : consécration de l'oratoire carolingien de Germigny-des-Prés[5].
- Vers 800-850 : construction du temple de Borobudur à Java[6].
- Vers 820 : dessin du plan de Saint-Gall[7].
- 836 : l’Aghlabide Ziyadet Allah Ier fait reconstruire la salle de prière de la grande mosquée de Kairouan (agrandie en 862 et 875)[8].

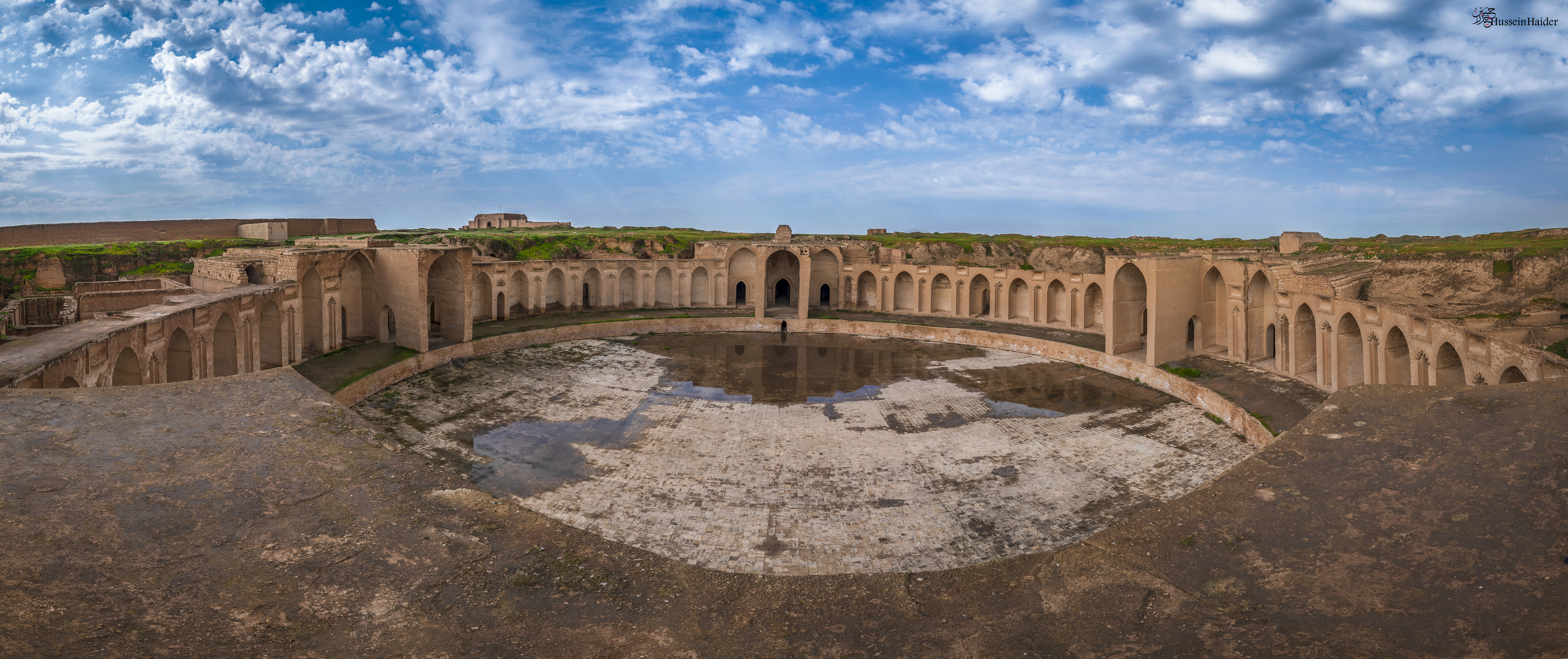
Vestiges restaurés du palais du calife à Samarra.

- 836-892 : Samarra devient capitale de l'empire abbasside[9] ; Al-Mutasim fait édifier un complexe palatial qui couvre 175 ha, une mosquée et deux grands hippodromes. Son successeur Jafar al-Mutawakkil fait construire vers 849-852 la Grande Mosquée de Samarra, la plus grande de l’islam[10] (240 m sur 160 m) dotée d’un minaret en spirale haut de 50 m (malwiya). Vers 859-861 il construit le quartier d’Al Djafariya (Ja'fariya) avec un palais et la mosquée connue sous le nom d’Abou Doulaf[11].
- 848 : dans la péninsule ibérique, le roi des Asturies Ramire Ier fait construire le palais de Naranco, près d'Oviedo (autel consacré le 23 juin 848[12]), plus tard convertit en église.
- 850-851 : construction en Tunisie de la grande mosquée de Sousse[13].
- Vers 850 : les Çailendra de Java bâtissent les immenses temples de Borobudur (bouddhiste) et du Prambanan (hindouiste) au milieu du IXe siècle[14].

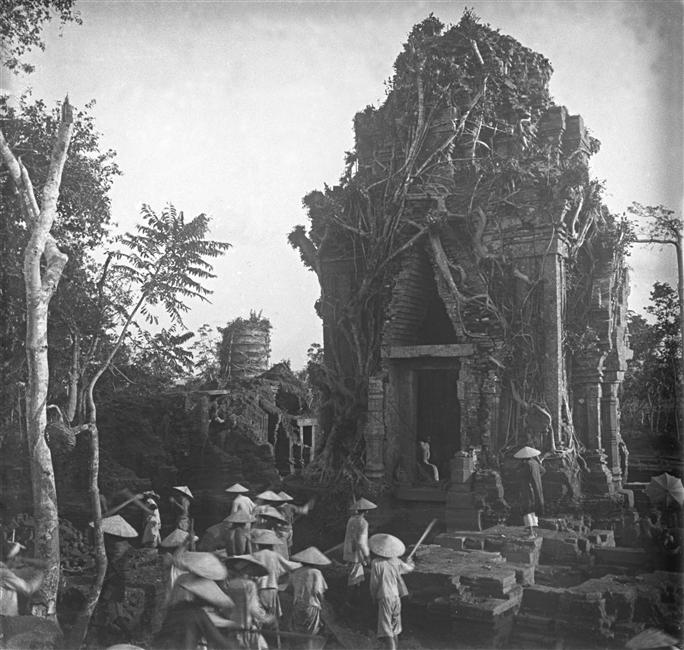
La tour centrale de Đồng Dương eb 1902.

- Vers 854-875 : au Viêt Nam, le roi du Champâ Indravarman II fonde le sanctuaire bouddhique de Đồng Dương[15].
- 859 : inauguration à Fès au Maroc de la mosquée de Fâtima, ébauche de celle d'Al-Karawiyyin[16].
- 862-863 : le prince aghlabide Abul Ibrahim poursuit les travaux d'embellissements de la grande mosquée de Kairouan en faisant élever une coupole au-dessus du portique qui précède la salle de prière et en dotant le sanctuaire d'un minbar (chaire pour le prêche du vendredi) finement ouvragé[17].
- 866 :  construction de la mosquée des Trois Portes à Kairouan[18].

- 873-885 : construction de l'ouvrage occidental (Westwerk) de l'abbatiale de Corvey[19].
- Vers 875 : Ibrahim II entreprend des travaux d'embellissements dans la grande mosquée de Kairouan[20].
- 876-879 : construction de la mosquée Ibn Touloun, au Caire[21].
- 881 : consécration du Bakong, premier temple-montagne d’Angkor construit par le roi khmer Indravarman Ier[22].
- Vers 889-907 : érection de la tour-sanctuaire du Phnom Bakheng au Cambodge[23].

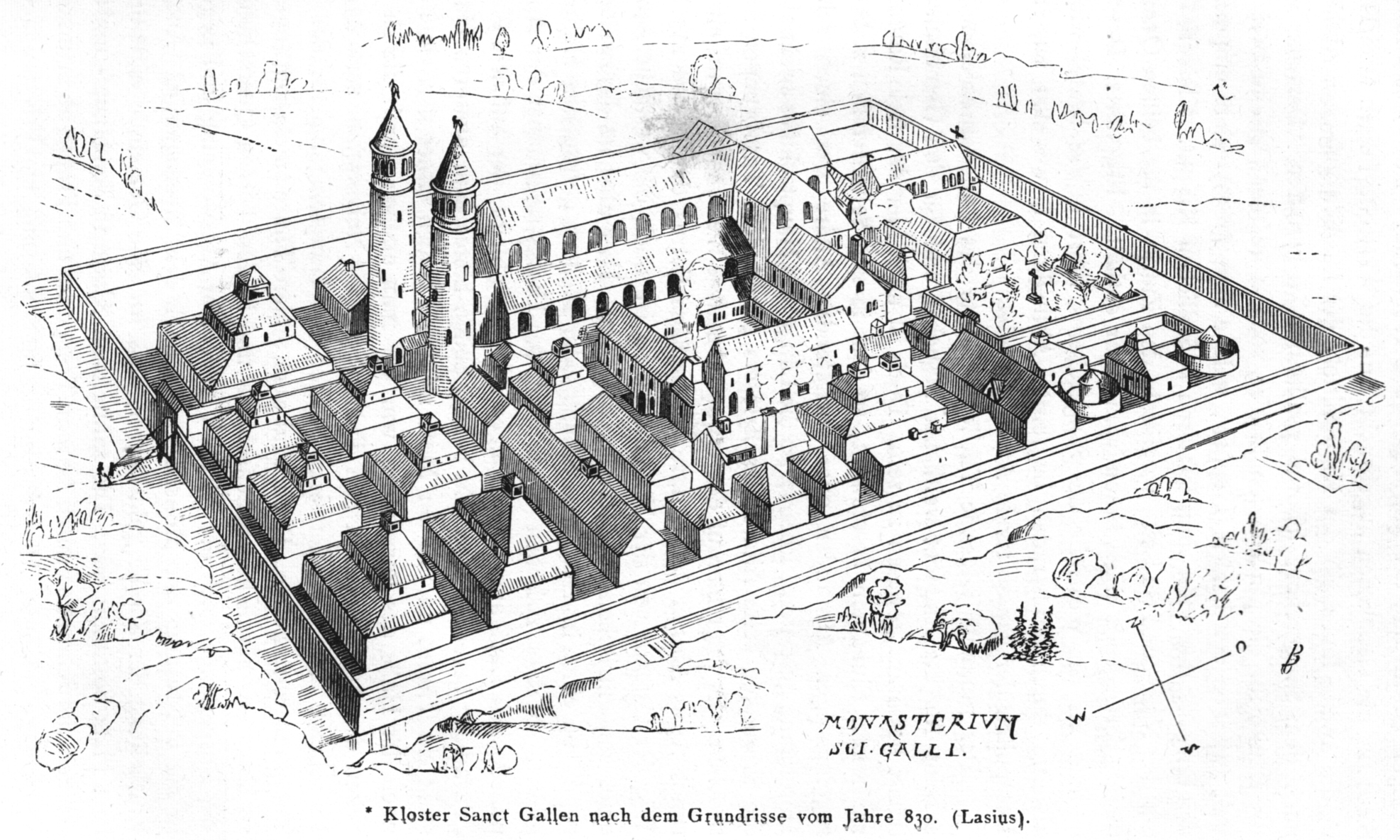
Reconstitution d'une abbaye carolingienne selon le plan de Saint-Gall ; 1875.
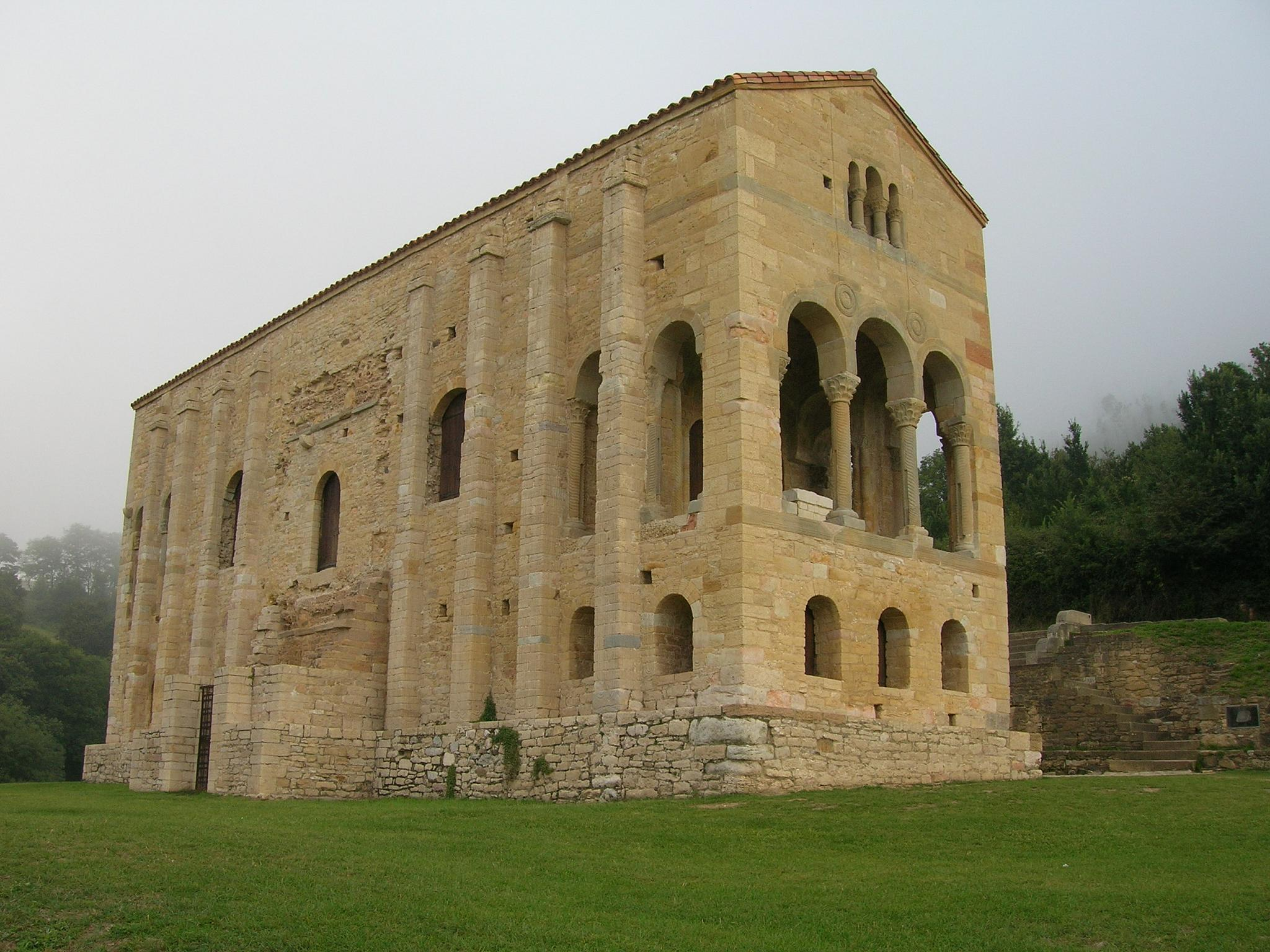
Église Santa María del Naranco d'Oviedo
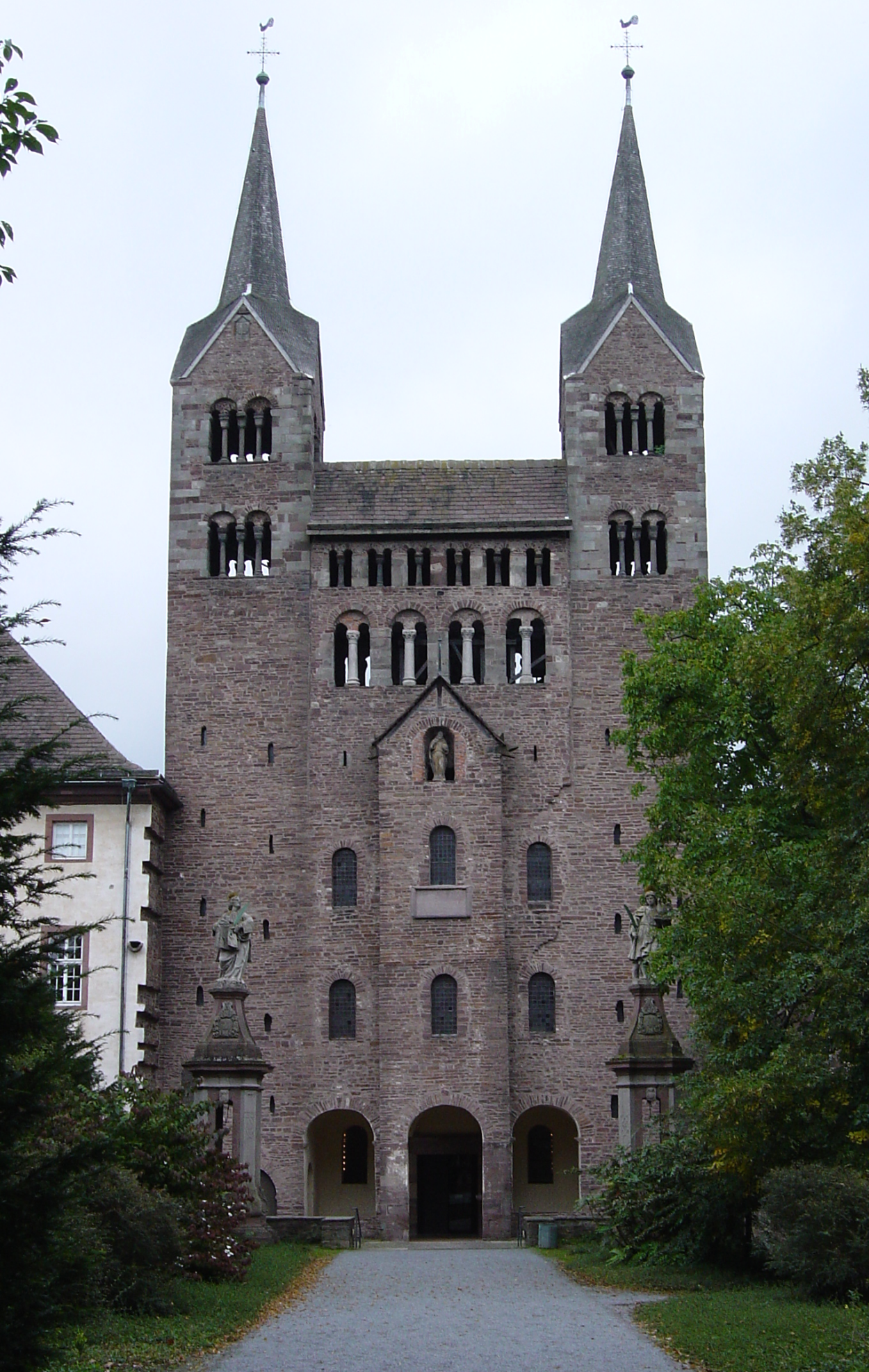
Massif occidental de Corvey
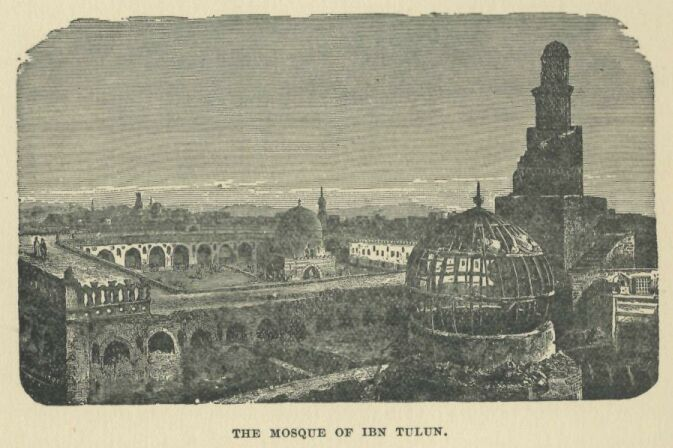
Mosquée Ibn Touloun, dessin de 1903-1906.
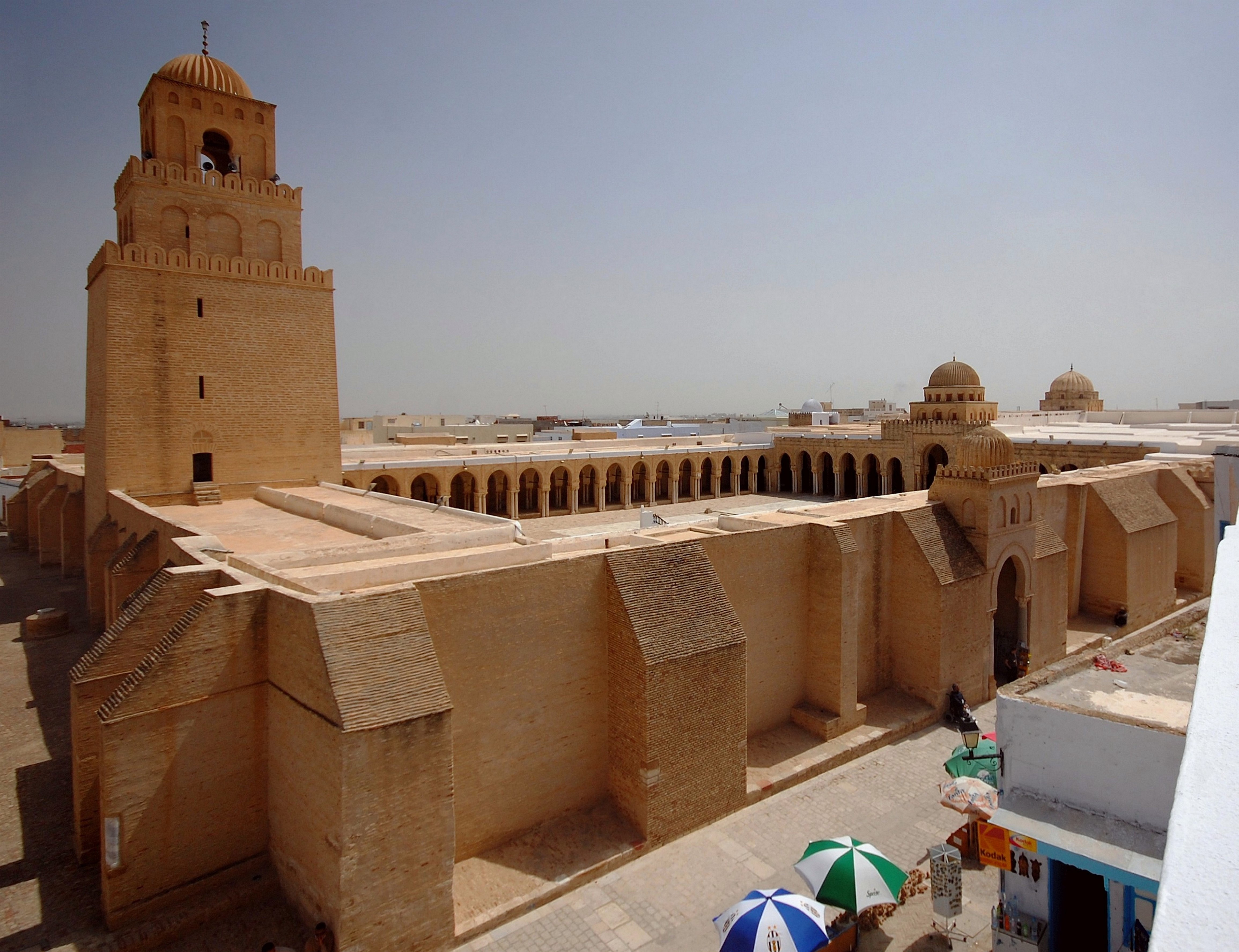
Vue d'ensemble de la grande mosquée de Kairouan, Tunisie